# Sergi Jordà
Sergi Jordà (Madrid, 1961) és llicenciat en Física Fonamental i doctor en Ciències de la Computació i Comunicació Digital. És investigador en el Grup de Tecnologia Musical de la Universitat Pompeu Fabra, i professor agregat al mateix centre, on dona classes en diversos cursos de grau i postgrau relacionats amb l'àudio i la música digitals, la interacció persona-ordinador (HCI) i el “media art”. Ha escrit nombrosos articles i llibres i ha donat conferències i tallers a Europa, Àsia i Amèrica, intentant sempre unir HCI, música i arts digitals interactives. Ha rebut nombrosos premis internacionals, incloent el Ciutat de Barcelona (2007) i el prestigiós Ars Electronica Golden Nica (2008). Més conegut per ser un dels creadors de la Reactable, un nou instrument musical que va assolir una popularitat massiva després d'haver format part de la gira mundial de l'artista islandesa Björk; actualment està centrant la seva investigació en les aplicacions de les tecnologies digitals en l'educació infantil, especialment en els àmbits de la música i la programació.